# Moussonia deppeana
Moussonia deppeana là một loài thực vật có hoa trong họ Tai voi. Loài này được (Schltdl. & Cham.) Hanst. mô tả khoa học đầu tiên năm 1865.